# Schloss Schillersdorf

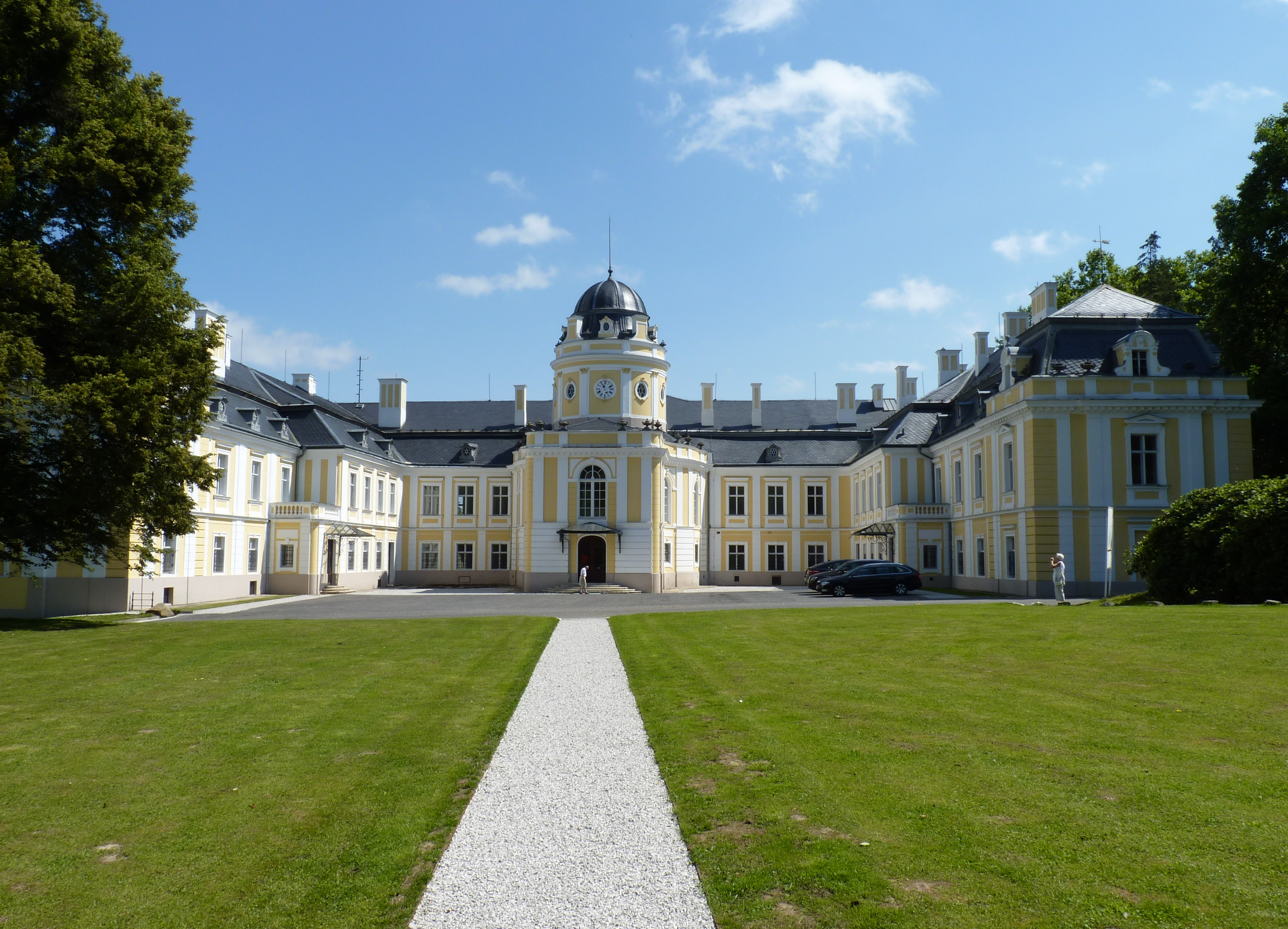
Schloss Šilheřovice (2011)

Schloss Šilheřovice (deutschː Schloss Schillersdorf) ist ein klassizistisches Gebäude in der gleichnamigen Gemeinde im Bezirk Opava. Das Schloss ist als Kulturdenkmal der Tschechischen Republik geschützt.

## Geschichte
Die erste schriftliche Erwähnung der Festung von Šilheřovice geht auf den 18. April 1377 zurück. Ursprünglich stand an der Stelle des Schlosses eine Renaissance-Festung, die in der zweiten Hälfte des 16. Jahrhunderts von den Herren von Würben errichtet worden sein soll. Sie besaßen Šilheřovice von 1560 bis 1609. Im Jahr 1609 verkaufte Jan von Vrbno die Herrschaft an Bohunka Stosch von Kaunitz, und die Festung wird in der Urkunde zum ersten Mal erwähnt.
Bohunka Stosch von Kaunitz schenkte das Gut ihrem Ehemann, Jan Geraltovský von Geraltovice, und 1617 erbte ihr Sohn Václav das Gut. Zwei Jahre später verkaufte er das Gut für 5000 Taler an seinen Bruder Jáchym Geraltovský von Geraltovice. Nach seinem Tod ging der Besitz an seine Frau über, die wiederum Jan Jindřich Šlik heiratete. Nach dessen Tod im Jahr 1639 erbte sein Sohn Vilém Jindřich Šlik den Besitz. Als er 1660 starb, ging der Besitz an seine Tochter Marie Žofie Šlik über, die ebenfalls zwei Jahre später starb, und der Besitz wurde von Graf František Borro und nach ihm 1666 von seiner Nichte Gräfin Barbara Perpetua von Ursenberg erworben. Letztere verkaufte die gesamte Herrschaft Šilheřovice an das Opavaer Jesuitenkolleg. Die Jesuiten ließen die Festung wahrscheinlich in Trümmern zurück.

## Das Schloss
Nach der Aufhebung des Jesuitenordens im Jahr 1773 ging das Gut Šilheřovice an die Königliche Kammer über. Diese verkaufte das Schloss 1787 an Karl Freiherr von Larisch. Dieser verkaufte das Gut bald darauf für 79.200 Goldmünzen an Johann Friedrich von Eichendorff. Auch der Dichter Joseph von Eichendorff besuchte das Schloss mehrmals. Nach 1820 wurde um das Schloss ein Landschaftspark angelegt, der nach und nach erweitert wurde.
Im Jahr 1844 kaufte Salomon Meyer Rothschild das Schloss von der Familie Eichendorff. Unter den Rothschilds wurde der Schlosspark erweitert und es wurden Gewächshäuser gebaut. In der zweiten Hälfte des 19. Jahrhunderts wurde das Schloss in einem pseudobarocken Stil umgebaut. Die Rothschilds besaßen das Schloss bis 1945, als er verstaatlicht wurde.

## Nach 1945
Heute ist der Schlosspark ein Golfplatz. Der letzte Besitzer vor der Verstaatlichung war Alfons Rothschild. Bereits im Mai 1939 wurde sein Besitz beschlagnahmt und die Burg Šilheřovice in ein Feldlazarett umgewandelt. Nach 1945 wurde das Schloss nicht an die Familie zurückgegeben, aber die staatliche Verwaltung wusste nicht, was sie mit dem Gebäude anfangen sollte. Im Jahr 1951 wurde das Schloss in ein Jugendheim umgewandelt, in dem griechische Kinder untergebracht waren. Elf Jahre später wurde hier die Höhere Berufsfachschule für Bergbau eingerichtet. Die Eigentümer begannen ohne Zustimmung der Denkmalschutzbehörde, unangemessene Veränderungen am Schloss vorzunehmen, wie etwa unsachgemäße Anstriche oder die Anbringung von Eisentreppen am Neptunbrunnen. Im Jahr 1966 endete die Bergbaulehre, und im selben Jahr wurde das Schloss der Nationalen Restaurant- und Kantinengesellschaft zur Nutzung als Ausbildungsstätte übergeben. Der Lehrbetrieb nutzte das Schloss bis 1989. 
Im September 1991 besuchten Jacob Rothschild und seine Frau das Schloss. Im Jahr 2001 wurde ein Teil des Films ‚'Dark Blue World‘' auf dem Schlossgelände gedreht. Bis 2002 diente das Schloss jedoch noch als Ausbildungsstätte, obwohl es teilweise schon modernere Gebäude nutzte. Im Jahr 2008 wurde das Schloss an die tschechische Aktiengesellschaft RACIMOLO RONI a.s. verkauft. Diese begann mit umfangreichen Rekonstruktionsarbeiten und öffnete das Schloss teilweise für kommerzielle Veranstaltungen, Hochzeiten und Bälle für die Öffentlichkeit.